# Francis Barbu
Pour les articles homonymes, voir Barbu.
Francis Barbu, né le 4 mai 1914 à Hénanbihen dans le département des Côtes-d'Armor, (Côtes-du-Nord, à l'époque) et mort le 16 mars 1991 à Dinan (Côtes-d'Armor), est un évêque catholique français, évêque de Quimper et Léon de 1968 à 1989. 

## Biographie
Ordonné prêtre en 1937, il est nommé évêque de Quimper par Paul VI le 28 février 1968, pour succéder à André Fauvel, qui se retire pour raison de santé. Il est consacré le 12 mai suivant. 
Il consacre Pierre Kervennic, évêque de Saint-Brieuc, le 28 novembre 1976.
Le 17 mars 1988, Jean-Paul II lui donne un évêque coadjuteur en la personne de Clément Guillon qui lui succède le 3 mai 1989.
Francis Barbu meurt le 16 mars 1991 à Dinan à la suite d'un malaise cardiaque. Il est inhumé en la cathédrale Saint-Corentin de Quimper.